# Zygiella pulcherrima
Zygiella pulcherrima là một loài nhện trong họ Araneidae.
Loài này thuộc chi Zygiella. Zygiella pulcherrima được miêu tả năm 1902 bởi Zawadsky.